# Стегній Олександр Григорович
Олександр Григорович Стегній — доктор соціологічних наук, провідний науковий співробітник відділу методології та методів соціології Інституту соціології НАН України, співзасновник Центру соціальних і маркетингових досліджень СОЦИС.

## Життєпис
1985 року закінчив Київський національний університет імені Тараса Шевченка, здобув освіту історика та викладач історії й суспільствознавства.
В Ужгородському державному університеті 1990 року захищає кандидатську дисертацію: «Боротьба прогресивних молодіжних організацій ФРН за соціально-економічні права робочої й учнівської молоді (друга половина 70-х — середина 80-х років)».
З 1998 року працює в Інституті соціології НАН України.
У 2003 році захищає докторську дисертацію: «Інституціалізація екологічних інтересів у суспільстві соціогенних ризиків», доктор соціологічних наук.
В 2006—2007 роках — керівник дослідницької групи в проекті «Ініціатива доступу» (TAI), організатор громадської еколого-правової організація «ЕкоПраво-Київ» за методологією Інституту світових ресурсів, Вашингтон.
Починаючи 2007 роком головує в дослідницькому комітеті з питань екологічної соціології Соціологічної асоціації України.
Увійшов у 2008 році до складу Дослідницького комітету 24 «Суспільство й навколишнє природне середовище» Міжнародної Соціологічної Асоціації.
З 2008 року виконавчий директор Центру соціальних і маркетингових дсоілджень СОЦИС.
Станом на кінець 2013 року є провідним науковим співробітником відділу історії, теорії й методології соціології.
Брав участь у багатьох міжнародних наукових соціологічних проектів, зокрема:
- «Регіони в Україні: динаміка, рухи й політика», 1995—1997 роки, грант INTAS № 94-3938;
- «Зміцнення демократії в Центральній і Східній Європі», 1997—1998, організаторами й координаторами були: Wissenschaftszentrum Berlin fur Sozialforschung, Institute for Political Science of Hungarian Academy of Sciences;
- «Динаміка та соціальний вплив ринків праці на місцеві громади в Східній Європі, прискорені інтеграцією в ЄС», 2006—2007, грант INTAS № 04-79-6799;
- «Європеїзація або сек'юритизація „сторонніх“? Оцінка європейського підходу до побудови партнерських відносин Європейського союзу зі Східною Європою», 2008—2010, грант Ради економічних і соціальних досліджень, Велика Британія, № RES −061-25-0001.